# Can Clota
Can Clota és una masia senyorial situada prop del torrent del mateix nom a Esplugues de Llobregat (Baix Llobregat), catalogada com a bé cultural d'interès local.

## Història
L'any 1503 hi ha documentat el nom del primer propietari, Simó Canyet, síndic del poble. Posteriorment passà a mans de Masdeu (1663), Pere Armigant (1703), i Francesc Armigant (1734), que va vendre la finca a Jaume Clota, natural de Sant Feliu de Pallerols.
El 1744, el seu fill Francesc de Clota i de Teixidor, comerciant, fou nomenat cavaller pel rei Felip V, que li concedí l'escut heràldic amb el lema Triumphum non est sine sanguine, que es troba a la llinda del portal d'entrada. El 1746 va adquirir a Francesc Galceran de Cartellà-Sabastida-Ardena, baró de l'Albi i de Folgons, i la seva esposa Hipòlita de Casteràs, la senyoria jurisdiccional del terme d'Altet i Lluçà per 11.000 lliures.
La seva filla Francesca de Clota i d'Anglí, fruit del seu primer matrimoni amb Manuela d'Anglí i Mas, es va casar amb Fèlix March de Jalpí-Tragó i de Berenguer, i la propietat passà a l'hereu Francesc Maria de Jalpí i de Clota (1758-1821). El 1803, la seva filla Maria Antònia de Jalpí i de Maranyosa es va casar amb el gironí Francesc Salvador de Delàs i de Taurinyà (1778-1864), II baró de Vilagaià, i els seus descendents encara mantenen la propietat de Can Clota.

## Descripció

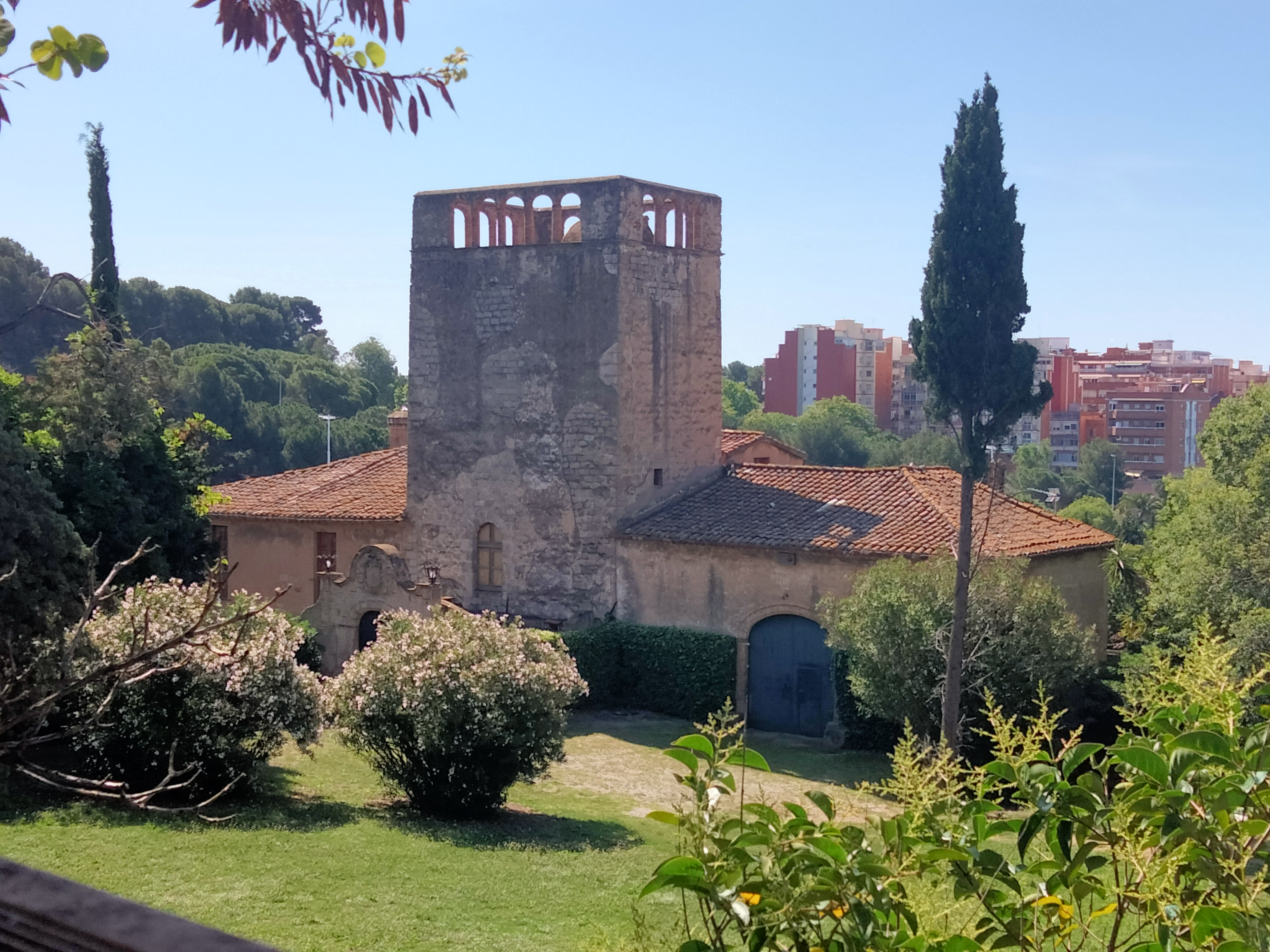
Angle nord-oest de la masia, amb la torre central

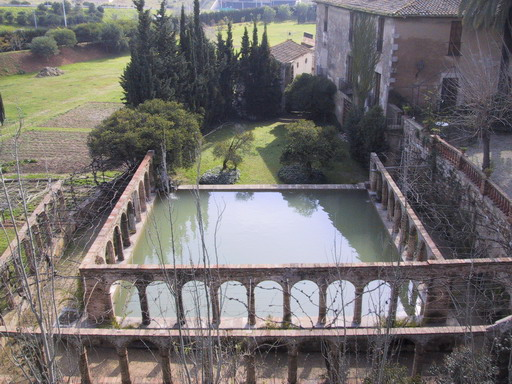
Bassa

Consta de planta baixa, dos pisos i una torre-mirador, de planta quadrada, voltada de finestrals antigament coberts. La torre, que domina el conjunt, té probablement fonaments del segle xiv, i juntament amb les arcades de mig punt que volten la bassa són la part més visible des de la carretera.
A l'est hi ha situada la capella pública, datada l'any 1689, segons la inscripció d'una pedra conservada a la sagristia.